# Titularbistum Africa
Africa ist ein Titularbistum der römisch-katholischen Kirche.
Es geht zurück auf ein früheres Bistum in der römischen Provinz Byzacena bzw. Africa proconsularis in der Sahelregion von Tunesien.
| Titularbischöfe von Africa |                                                        |                                                |                    |                  |
| Nr.                        | Name                                                   | Amt                                            | von                | bis              |
| 1                          | Marco Libardoni OSI                                    | Prälat von Huari (Peru)                        | 30. September 1964 | 25. Oktober 1966 |
| 2                          | Rino Carlesi MCCJ                                      | Prälat von Santo Antônio de Balsas (Brasilien) | 12. Januar 1967    | 26. Mai 1978     |
| 3                          | Alejandro Goić Karmelić                                | Weihbischof in Concepción (Chile)              | 23. April 1979     | 27. Oktober 1994 |
| 4                          | Charles Asa Schleck CSC Titularerzbischof pro hac vice | Kurienerzbischof                               | 10. Februar 1995   | 12. Juli 2011    |
| 5                          | Marek Zalewski Titularerzbischof pro hac vice          | Apostolischer Nuntius                          | 25. März 2014      |                  |